# Rhyssemus meruensis
Rhyssemus meruensis är en skalbaggsart som beskrevs av Riccardo Pittino 1983. Rhyssemus meruensis ingår i släktet Rhyssemus och familjen Aphodiidae. Inga underarter finns listade i Catalogue of Life.